# Aleksandr Archangelski
Aleksandr Andrejevitsj Archangelski (Russisch: Александр Андреевич Архангельский) (Staroje Tezikovo, 11 oktober 1846 – Praag, 6 november 1924) was een Russisch koordirigent en componist, die zich uitsluitend wijdde aan de orthodox religieuze muziek.
Aleksandr Andrejevitsj Archangelski was regent in Penza en later in Sint-Petersburg, en een van de stichters van een kerkzang-liefdadigheidsgemeenschap. Op 3 februari 1902 vond voor de fondswerving voor deze gemeenschap een concert plaats waaraan 300 koorzangers deelnamen onder de leiding van Archangelski.
Archangelski was zoon van een plattelandspriester, studeerde aan de theologische school van Krasnoslobodsk en later aan het Penza theologisch seminarie van Penza ("Пензенской духовной семинарии") waar hij de aandacht trok van de in die tijd bekende componist N.M. Potoelov. Tijdens zijn seminarie, dat hij in 1874 beëindigde, schreef hij zijn eerste composities.
Archangelski is auteur van koorcomposities en vele bewerkingen voor koor van volksliederen en wist daarmee in de muzikale gemeenschap interesse te wekken voor het Russische volkslied. Hij schreef twee originele liturgieën, een nachtdienst en 50 andere composities, waaronder 8 cherubijnse liederen, 8 hymnen "Milost mira" en 16 kerkliederen die bij kerkdiensten werden gebruikt in plaats van "pritsjastnych stichov".
In 1880 stichtte hij in Sint-Petersburg een gemengd koor en maakte daarmee concerttrips naar vele steden in Rusland en het buitenland.
Archangelski wordt beschouwd als een pionier op het gebied van gebruik van vrouwenstemmen in plaats van jongensstemmen in orthodoxe kerkzang.
In oktober 1921 werd hij bij de viering van de 50ste verjaardag van zijn muzikale activiteiten in Petrograd onderscheiden als "artiest van de Republiek".